# Моара (Прахова)
Моара (рум. Moara) насеље је у Румунији у округу Прахова у општини Пукениј Мари. Oпштина се налази на надморској висини од 107 m.

## Становништво
Према подацима из 2002. године у насељу је живело 520 становника, од којих су сви румунске националности.